# عبور از مرز جهنم
عبور از مرز جهنم (به انگلیسی: Breakthrough)  یک فیلم جنگی محصول آلمانی‌غربی در سال ۱۹۷۰ میلادی است که در جبههٔ غربی، به ویژه خط ساحلی نرماندی اتفاق می‌افتد. این فیلم دنباله‌ای از فیلم صلیب آهنینِ سام پکین‌پا می‌باشد که تعدادی از شخصیت‌های آن فیلم، در این فیلم نیز حضور دارند.

## بازیگران
- ریچارد برتون - گروهبان رولف اشتاینر
- رابرت میچام - سرهنگ روجرز
- راد اشتایگر - ژنرال وبستر
- مایکل پارک - گروهبان اندرسون
- مورد یورگنس - جنرال هافمن
- هلموت گریم - سرگرد فون استرانسکی
- ورونیک وندل
- دیتر شیدور